# Osmorhiza brevipes
Osmorhiza brevipes là một loài thực vật có hoa trong họ Hoa tán. Loài này được (J.M. Coult. & Rose) Suksd. mô tả khoa học đầu tiên năm 1906.